# 367 Amicitia
367 Amicitia este un asteroid din centura principală, descoperit pe 19 mai 1893, de Auguste Charlois.